# دراگون پترولیوم
دراگون پترولیوم (انگلیسی: Dragon Petroleum) شرکت پالایش نفت ولزی است، که در سال ۱۹۹۲ تأسیس شد.